# Faramea fragrans
Faramea fragrans är en måreväxtart som beskrevs av Paul Carpenter Standley. Faramea fragrans ingår i släktet Faramea och familjen måreväxter. Inga underarter finns listade i Catalogue of Life.